# Estípula

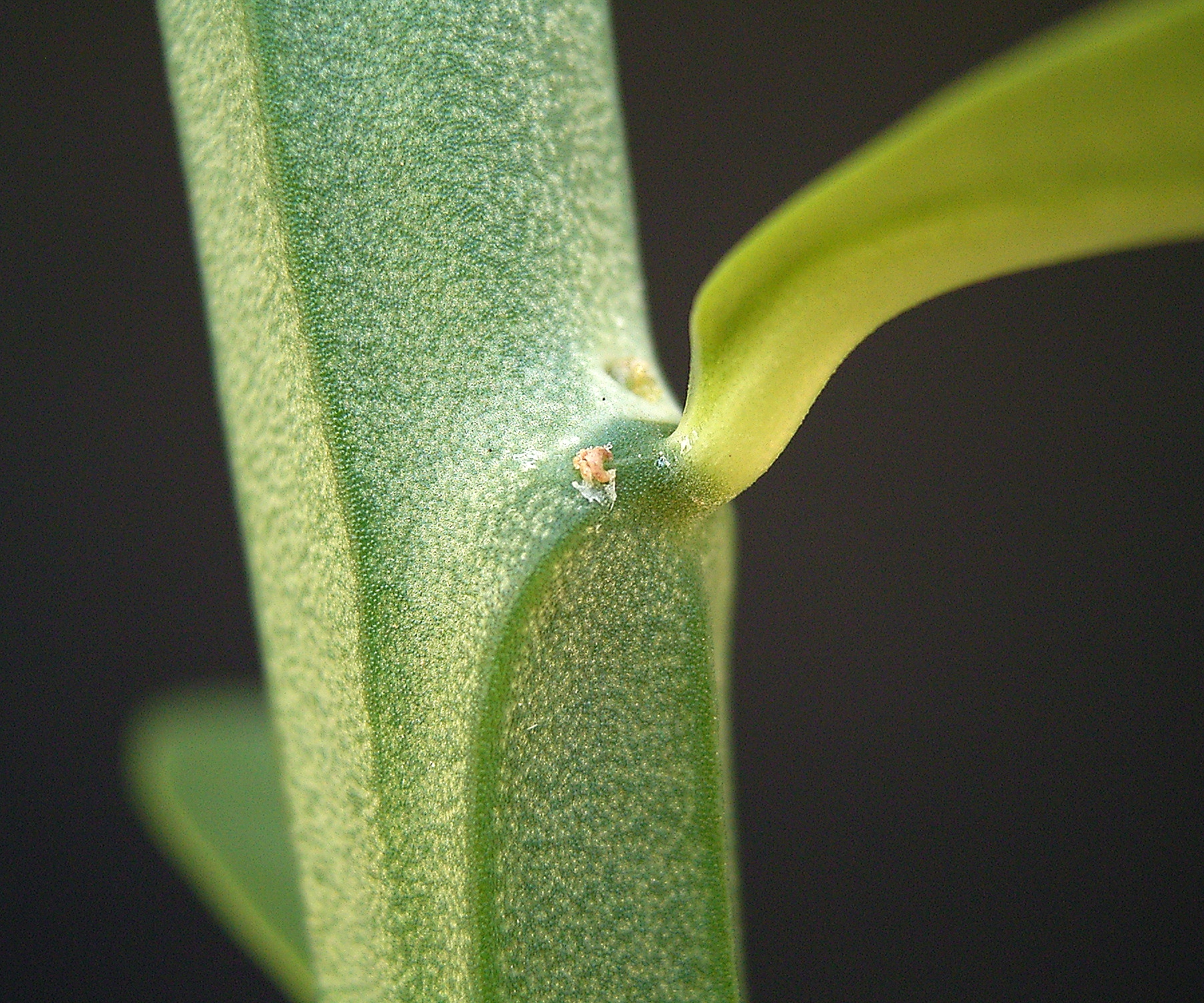
Estípula glandular em Euphorbia pteroneura

Em botânica, chamam-se estípulas às estruturas com a forma de escama localizadas no caule de muitas plantas vasculares, junto à bainha das folhas. Quando ocorre na raquis de uma folha composta é geralmente designada por estipela (pequena estípula).

## Descrição
As estípulas ocorrem primordialmente aos pares, mas pode haver fusão ou cisão destas durante seu desenvolvimento. Nas famílias Rubiaceae e Malpighiaceae, onde as folhas são opostas, as estípulas de cada folha fundem-se às estípulas da folha oposta. Nas rosas, as estípulas ocorrem fundidas à própria folha.
Podem ter aspecto foliáceo (como em hibiscos), filiforme (como em muitas Fabaceae, escamiforme (como em cafeeiros), fimbriado (como no gênero Jatropha, da família Euphorbiaceae), espiniforme (como em outro gênero daquela família, Euphorbia, além de acácias e muitas plantas cactiformes que não fazem parte da família Cactaceae), além de outras variações. A presença ou ausência de estípulas nas folhas maduras é um caráter taxonômico importante no reconhecimento de uma família botânica.